# Татарская Пакаевка
Татарская Пакаевка (тат. Татар Пакае) — село в Петровском районе Саратовской области, входит в состав сельского поселения Синеньское муниципальное образование.

## География
Находится на расстоянии примерно 24 километров по прямой на северо-восток от районного центра города Петровск.

## История
Официальная дата основания 1859 год. Основано служилыми татарами Пензенского уезда из деревни Вершаут и, частично, Темниковского уезда (Усть-Рахманка). В 1859 году 99 дворов и 696 жителей, в 1897 году 768 жителей.

## Население
Постоянное население составило 359 человек (татары 96%) в 2002 году, 307 в 2010.